# آپاردی سئللر سارانی
آپاردی سئللر سارانی (به ترکی آذربایجانی: Apardı Sellər Saranı) یکی از افسانه‌های فولکلور آذربایجان و گیلان است. به‌راستی بیشتر افسانه‌های بومی آذربایجان هم‌ریشه با افسانه‌های ایران هستند و همین نشان می‌دهد انسان‌شناسی, فرهنگ (و حتی ژنتیک مردم)  آذرآبادگان (آبادشده‌ با آتشِ سپنتا) هیچ تفاوتی با همانند ایرانی ندارد و در حقیقت این‌ها یکی هستند. برای نمونه در اینجا همین افسانه بومی را می‌توان زد که با ریشه‌ها، کهن‌الگوها، روایت، کاراکترها و ساختاری همگی یکسان در گویش گیلانی با نام «گیشه دمرده» بیان‌شده است. این ترانه‌ها که با اجرای (شاعران و نوازندگان عامیانه) خوانده می‌شوند، به‌طور شفاهی در میان نسل‌ها جابجا شده‌اند. یکی از این اجراهای موسیقیایی «آپارادی فروشنده سارانی» است که در ایران بانام «سارای» (در گیلان به‌نام «گیشه دمرده») شناخته می‌شود. نکته‌ی بسیارمهم این‌جاست که باوجود تفاوت‌هایی در جمله‌بندی، هر دو نسخه دارای مضامین و ریشه‌های اساطیری یکسان هستند.

## داستان
هنگامی که منطقهٔ مغان به اشغال دشمن درمی‌آید، سربازان دشمن خانه‌ها را آتش زده و زنان را اسیر می‌کنند. سارا که معشوقه‌اش «خان چوبان» در آنجا نیست، پس از خداحافظی از پدرش از اردوگاه سربازان فرار می‌کند و خود را به رود آرپا می‌اندازد.
1. داستان سارا: 
- سارا دختر یک زوج خوشبخت به نام سروان و گزل در روستای مغان بزرگ می‌شود. شوربختانه گزل در زمان زایمان از دنیا می‌رود و سارا توسط نامادری خود بزرگ می‌شد. 
- سارا مانند مادرش روزهای خود را با بازی در کنار رودخانه آرپا سپری می‌کند. جالب اینجاست که هر وقت سارا نزدیک بود، رودخانه خشمگین می‌شد، اما در نبود او آرام می‌ماند. 
- او سرانجام با چوپان محبوبی به نام خان چوبان اهل مغان ازدواج می‌کند. 
2. رویداد تراژیک: 
- در طول تابستان، خان چوبان باید گله را به بالای منطقه ببرد. سارا احساس تنهایی می‌کند و به سوی دوست قدیمی خود، رودخانه آرپا می‌رود. 
- مردان دهکده متوجه سارا و شیفته او می‌شوند. با این حال، رودخانه که از نگاه نفسانی آن‌ها خشمگین شده، طغیان می‌کند و سارا را برای انتقام درون خود می‌کشد. 
- نسخه دیگری از افسانه شامل پسر عموی سارا است که او را دوست داشت. در روز عروسی‌اش، اسب تشنه‌ای که سوارشد به سمت رودخانه پرآب آرپا دوید و سارا و اسب را زیر آب برد.

## تحلیل نشانه‌شناسی
کندوکاو و واکاوی اثر از دریچه‌ی نشانه‌شناسی: 
- آهنگ فولکلور آپارادی فروشنده سارانی در ایران مشابهی به نام سارای دارد. 
- در گیلان ایران به نام «گیشه دمرده» معروف است. 
- باوجود گوناگونی در چگونگی بیان، هر دو نسخه دارای مضامین مشترک و ریشه‌های اساطیری یکسان هستند. 
- این ترانه‌ها به‌صورت شفاهی توسط شاعران و نوازندگان عامیانه خوانده می‌شوند و بازتاب‌دهنده عناصر فرهنگی، ارزش‌های اخلاقی و جنبه‌های معنوی ایران باستان است. 

کهن‌الگوها و تصاویر: 
- آناهید: آناهیتا، آناهید، الهه آب، در هر دو نسخه پدیدار می‌شود. او نشان‌دهنده پاکی و آب‌های حیات بخش است. 
- آپام نپات: که به نام برز ایزد نیز شناخته می‌شود، آپام نپات ایزد باستانی است که با آب پیوند دارد. در وداها او خدای آبها و در اوستا پسر یا نوه آبهاست. نسخه گیلکی این آهنگ به تیشتر (در زبان پهلوی یا تیشتره در اوستا یا تشتر یا تیر)، ستاره باران، مرتبط با آپام نپات اشاره دارد. 
ارزیابی نشانه‌شناختی: 
- با تحلیل واژگان، مضامین و کهن‌الگوهای موجود در این ترانه‌های عامیانه می‌توان با معیارهای هستی‌شناختی، نشانه‌شناختی و زبان‌شناختی اهمیت آنها را ارزیابی کرد و فهمید که این یک داستان از ایران باستان است. 
- باوجود تفاوت‌های زبانی  در بیان، بین نسخه‌های آذرآبادگانی، گیلکی و ایرانی، آنها تصاویر و مضامین مشترکی دارند و مرزهای فرهنگی آن‌ها یکسان است. 
به طور خلاصه، آمیختگی اسطوره‌شناسی، زبان‌شناسی و بیان‌های فرهنگی در ایران باستان، در این داستان یک اثر غنی از کهن الگوها و نمادهای مشترک را نشان می‌دهد که ایران را در طول زمان و مکان یگانه می‌کند.

## در هنر
نصرت کسمنلی شاعر معروف آذربایجان شعری خطاب به خان چوبان به همین نام سروده‌است که این‌گونه آغاز می‌شود:
آغلا، خان چوبانیم، آغلا،
آپاردی سئللر سارانی.
داها قمه کؤنول باغلا،
باغلایان یوخدو یارانی...
در سال ۱۹۹۶ کارگردان آذربایجانی ناظم داداشوف تله‌تئاتری با نام «آپاردی سئللر سارانی» از این داستان ساخته‌است. فیلم دیگری نیز به نام سارای توسط یدالله صمدی در سال ۱۳۷۶ از این داستان ساخته شده‌است.
ابراهیم عباسعلیزاده در سال ۱۳۸۷ تئاتری را به همین نام کارگردانی کرده‌است.و نیز در سال ۱۳۹۵ نیز اجرای جدیدی از این داستان، به نویسندگی، کارگردانی و تهیه‌کنندگی ایرج افشاری اصل در تهران بر روی صحنه رفت.

## در موسیقی
بسیاری از خوانندگان آذربایجانی و ایرانی ، این داستان غم انگیز دختر وفادار را در قالب آهنگ و موسیقی‌هایی شنیدنی ارائه کرده‌اند که از جمله آن به آهنگ قدیر رستم اف و به تازگی هم ودودن موذن زاده آن را بازخوانی کرده‌است. 